# Апенбург-Винтерфелд
Апенбург-Винтерфелд (њем. Apenburg-Winterfeld) општина је у њемачкој савезној држави Саксонија-Анхалт. Једно је од 40 општинских средишта округа Алтмарк Салцведел. Према процјени из 2010. у општини је живјело 1.829 становника. Посједује регионалну шифру (AGS) 15081026.

## Географија
Апенбург-Винтерфелд се налази у савезној држави Саксонија-Анхалт у округу Алтмарк Салцведел. Општина се налази на надморској висини од 35 метара. Површина општине износи 59,3 km². У самом мјесту је, према процјени из 2010. године, живјело 1.829 становника. Просјечна густина становништва износи 31 становника/km².